# Marcel Duerinck
Marcel Duerinck (Sint-Gillis-bij-Dendermonde, 6 augustus 1920 - Dendermonde 22 januari 2024) was een Belgisch volksvertegenwoordiger.

## Levensloop
Duerinck promoveerde in 1943 aan de Katholieke Universiteit Leuven tot doctor in de rechten en werd stagiair-advocaat aan de balie van Leuven. Hij studeerde verder en behaalde de diploma's van licentiaat in het notariaat, licentiaat in de economische wetenschappen en baccalaureus in de wijsbegeerte.
Begin 1945 werd hij advocaat aan de balie van Dendermonde. Hij was er vele jaren lid van de Raad en was stafhouder in 1968-1969. Hij werd ook de eerste voorzitter van de Conferentie van de Jonge Balie. Hij bleef advocaat tot in 2007. 
In 1946 werd hij voor de CVP gemeenteraadslid in Dendermonde en was er schepen van 1947 tot 1954.
Hij werd in 1965 verkozen tot lid van de Kamer van volksvertegenwoordigers voor het arrondissement Dendermonde en vervulde dit mandaat tot in 1974. In de periode december 1971-maart 1974 had hij als gevolg van het toen bestaande dubbelmandaat ook zitting in de Cultuurraad voor de Nederlandse Cultuurgemeenschap, die op 7 december 1971 werd geïnstalleerd en de verre voorloper is van het Vlaams Parlement.